# 連邦倒産法第13章
連邦倒産法第13章（れんぽうとうさんほうだい13しょう）とは、アメリカ合衆国の個人が、連邦倒産裁判所の監督の下に、経済的再建を遂げる方法について規定する法律であり、その手続による法的処理そのものを指すこともある。連邦倒産法は、第13章の目的として、収入のある債務者が裁判所によって認可された計画を遂行することによって再建することを想定している。これに対して、第7章による救済は、多くの過酷な債務からの即効性のある完全な救済を提供するものである。

## 他の手続との比較
返済に行き詰まった個人債務者は、第7章（清算あるいは破産）、第11章（再建）、第12章（農業従事者の再建）、もしくは第13章（再建）のいずれかに基づく倒産手続を申し立てることができる。
第7章と第11章のもとでは、債務者は、債権者の申立により倒産手続の開始を余儀なくされることもある。しかし、ほとんどの場合には債務者がどの章のもとで倒産手続を開始するか選択することができる。さらに、債権者申立により第7章手続もしくは第11章手続が開始された場合には、債務者はこれを他の章に基づく倒産手続に変更することができる。
債務者の財産状況と求める救済の類型が、章の選択に当たって大きな役割を果たす。第13章再建計画（後述）の実行に必要な資金を捻出するのに必要な可処分所得を債務者が有しない事案であれば、第13章による申立ては不可能になる。さらに、第109条（e）により、第13章に基づく倒産手続の申立をすることのできる個人の債務の限度額が定められている。その金額は、2007年4月1日現在で、担保付でない債務の場合336,900ドル、担保付債務の場合1,010,65ドルであり、この額は毎年消費者物価指数に対応して調整される。
第13章のもとでは、債務者はその債務を3年ないし5年の期間で債権者に弁済するための計画を提示する。これは書面による計画であり、計画期間中に起こる全ての取引とその期間を詳細に定めなければならない。また、再建計画に基づく支払いは、手続開始後30日から45日以内に開始されなければならない。この期間内は、債権者は、倒産裁判所を介する場合を除いて、債務者が従前抱えていた債務の取立てを行うことができなくなる。通常は、債務者は自らの資産を保持し、債権者は債権額よりも少ない弁済しか得ることができなくなる。

### 第13章手続のデメリット
個人破産の申立のデメリットは、申立の記録が最大10年間（第7章手続の場合は7年、第13章手続の場合は10年）に渡って、個人の信用情報に残ることである。第13章事件が係属している間は、債務者は、倒産裁判所の許可なくしては追加の信用供与を受けることが許されない。それ以前に、債権者が、このような個人に金を貸す危険を冒そうとはしないと思われる。しかし、こうしたデメリットは何も第13章に特有のものではない。このようなことは、第11章事件や第12章事件が係属中の債務者や、第7章事件が係属中あるいは最近まで係属していた者にも当てはまることである。

### 第13章手続のメリット
第13章の第7章を上回るメリットとしては、次のものがある。抵当物受戻権の喪失手続を中止すること（もっとも当該手続は倒産手続が完了すれば復活するが）。第7章の下では免責の対象とならない種類の債務についても免責を得られ（super discharge）ること。担保物件を保全できること。担保債権者が過大な利息を取っている場合、または、その債権が担保物の価値との関係で担保過剰になっている場合（あるいはその双方の場合）に、その担保物を動産担保権から分離し、一部の債務の内容を強制的に変更することができる（cram down）こと 。事件が係属している間、申立をしていない連帯債務者に対する債権回収を防ぐことができること。

## 第13章再建計画
第13章再建計画は、債務者が第13章による申立とともに、又は申立をした後すみやかに提出される文書である。
この計画は、倒産裁判所に提出された破産申立に関して、債務や先取特権の取扱い、債務者が保有し又は負担する資産及び負債への担保の設定状況を詳述するものである。この計画が認可されるための条件は第1325条に列挙されているが、その中には次のようなものがある。
- 無担保債権者が、第13章再建計画を通じて、少なくとも第7章清算において得られるであろう配当と同額以上の返済を受けること。
- 次のいずれかが満たされていること。
  - 債権者が計画に反対していないこと。
  - 債権者に債務全額を支払うこと。
  - 債務者の可処分所得の全てを、少なくとも3年間（平均をこえる所得を得ている債務者の場合には5年間）第13章再建計画に組入れること。

## 2003年の統計
個人による破産申立ては、以下のとおり。
- 第7章の申立て　　1,156,284
- 第11章の申立て　　　　　959
- 第13章の申立て　　 468,562

企業による破産申立ては、以下のとおり。
- 第7章の申立て　　　　21,008
- 第11章の申立て　　　　9,185
- 第12章（英語版）の申立て　　　　　698
- 第13章の申立て　　　　5,201

破産の総数はその前の12か月間に比べて7.4％増加した。これらの合計は2003年9月30日を末日とする12か月間についてのものである。
出典：2003年11月14日の合衆国裁判所事務総局報道発表

## 2004年の統計
破産の総数は、以下のとおり
- 第7章の申立て　　1,153,865
- 第11章の申立て　　　10,368
- 第12章の申立て　　　　　238
- 第13章の申立て　　 454,412

合衆国裁判所事務総局によれば、連邦裁判所に申し立てられた破産事件は、2004年暦年で2.6％減少した。2004年9月30日を末日とする12か月間では、1,618,987件の破産が申し立てられ、2003年暦年に申し立てられた1,661,996件からは減少した。
出典：2003年11月14日の合衆国裁判所事務総局報道発表